# 木津城
木津城（きづじょう）は、徳島県鳴門市撫養町木津にあった日本の城。鳴門市指定史跡。

## 歴史
永禄年間（1558年 - 1570年）から三好氏の武将篠原自遁が守っていた。1582年（天正10年）の長宗我部元親による阿波侵攻では、十河存保方についたものの、中富川の戦いや勝瑞城攻防戦には参加しなかった。しかし頼りの織田信長が本能寺の変で討たれ、織田方の援軍が期待できないため、自遁は城を明け渡し淡路へ逃走した。
長宗我部元親領有後は腹心である東条関之兵衛が城主となった。この時期に秀吉の侵攻に備えて大規模な城郭改築を行なったと見られる。1585年（天正13年）、羽柴秀吉による四国攻めでは、羽柴秀長の攻撃を受け、8日間後に水の手を断たれて落城した。関之兵衛は脱出し、土佐に帰還したが敗戦の責を問われて首をはねられた。

## 現状
太平洋戦争中には徳島航空隊の特攻隊基地や退避壕によるトンネルが掘られ、1958年には山頂に配水池が作られるなど、遺構の保存状態は良くない。1963年に鳴門市史跡に指定され、2004年から発掘調査と城山の公園整備が進められ、2009年頃に木津城山公園が完成した。